# Virgil Solomon

Virgil Solomon în anii deputăției. Imagine din arhiva personală. Cu permisiunea familiei.

Virgil Solomon (n. 27 august 1894 – d. 4 august 1972) a fost un medic și om politic român, care a îndeplinit funcția de secretar general adjunct al Partidului Național Țărănesc în perioada 1941-1944 și pe cea de ministru al Lucrărilor publice din 4 noiembrie 1944 până la 6 martie 1945.

## Familie, studii și activitate profesională
Se naște la 27 august 1894 în comuna Drăguș, într-o veche familie boierească atestată în Făgăraș din secolul al XV-lea. Tatăl lui, Leon Solomon, era notar și proprietarul a 15 hectare de teren  și al unul conac la Voila. Mama sa, Ana, provenea din familia Vasu din Arpaș, atestată la rândul său documentar din secolul al XVI-lea .
La 17 ani, se înscrie la Facultatea de Medicină din Cluj, apoi își continuă studiile la Budapesta, la Viena și, din nou, la Cluj. .
În 1916 se căsătorește cu Erna Nick. Vor avea un băiat, Gheorghe Virgil Francisc Solomon, viitor diplomat. 
Mobilizat în armata austro-ungară, participă la Primul Război Mondial, ca militar cu termen redus, în instituții medicale din jurul Vienei. Lucrează apoi ca medic de asigurări sociale la Sighișoara și ca medic-șef al județului Târnava-Mare.

## Cariera politică
Își începe activitatea politică din timpul studenției. La 1 Decembrie 1918, participă la Adunarea națională de la Alba Iulia, unde își exprimă adeziunea la actul unirii Transilvaniei cu România în calitate de delegat al Societății Academice „România Jună” a studenților români din Viena. 
În 1924, după cum reiese dintr-o anchetă a securității, adresează un memoriu conducerii P.N.Ț., explicând că în județul Odorhei era nevoie de reorganizarea partidului, pentru că organizația locală se dizolvase după plecarea conducătorilor. Iuliu Maniu îi încredințează atunci refacerea organizației județene din Odorhei. 
Începând cu 1926, candidează la alegerile parlamentare, iar doi ani mai târziu câștigă primul său mandat de deputat (de Odorhei). Este reales, tot la Odorhei, în 1932, apoi, după dizolvarea Parlamentului și noile alegeri din 1933 devine deputat supleant, iar în 1935 preia rolul de deputat activ de Someș după retragerea capului de listă. Este mandatul în care Solomon este luat la bătaie în Parlament de reprezentanții partidului pro-fascst al lui Octavian Goga. Momentul este evocat de Corneliu Coposu într-un articol: „De ce a fost măcelărit fruntașul național-țărănist? Pentru că mercenarii lui Hitler, analfabeți ai politicei și ai manierelor parlamentare, sunt incapabili de a combate civilizat, de a discuta serios, de a argumenta omenește. Iar erudiția lor ideologică, culminează în... bătaie... Pentru că așazisa formațiune „de dreapta” năzuiește cu mult sârg la coborârea demnității parlamentare, la compromiterea regimului reprezentativ democratic, la prăbușirea instituției ce a promovat civilizația și înălțarea popoarelor, la torpilarea sistemului ce zădărnicește dictatura. Dictatura și încercările de aventură, în cari cred acești pioneri ai „creștinismului”. Și – în fine – pentrucă Virgil Solomon este un ostaș neînfricat al adevărului, fruntaș al acțiunii maniste, – pentru care acțiune bandele lichelizate nutresc atâta... „simpatie”, debater temut, neînvins în adevărata luptă parlamentară, care nu se lasă nici odată intimidat de teroarea naționalismului de paradă.”  
În 1937 câștigă din nou un loc de deputat, dar Parlamentul este dizolvat înainte de a se întruni. . În perioada celui de-al Doilea Războiului Mondial, este numit secretar general adjunct al P.N.Ț. pentru problemele Transilvaniei .
În perioada premergătoare evenimentelor de la 23 August 1944, dr. Virgil Solomon, intim al lui Iuliu Maniu, face parte din echipa care colabora cu regele Mihai în vederea scoaterii României din alianța cu Germania nazistă și continuarea războiului alături de Aliați, cu obiectivul imediat de eliberare a Ardealului. Într-un interviu acordat Associated Press în 1945, Corneliu Coposu relata: „Dintre fruntașii național-țărăniști care au jucat un rol de căpetenie, dând concurs nelimitat D-lui. președinte Maniu, este cazul să inserez numele d-lor Ion Mihalache, Ghiță Pop, Ion Hudiță, Virgil Solomon...” , adăugând apoi alte 22 de nume. Alături de Hudiță, Solomon asigură contactul cu liberalii . 
După 23 august 1944, în condițiile în care Aliații au impus colaborarea cu comuniștii, P.N.Ț. participă alături de aceștia din urmă la guverne de coaliție. Virgil Solomon este numit ministru al Lucrărilor publice și refacerii în guvernele Sănătescu II și Rădescu, din 4 noiembrie 1944 până la 6 martie 1945. 
După ministeriat, își continuă activitatea în partid, ca șef al organizației de Odorhei, devenind și  membru al Delegației permanente a P.N.Ț. din septembrie 1945 până la data arestării sale, pe 5 mai 1947 .

## Anii de detenție comunistă
Dr. Virgil Solomon se numără printre primii țărăniști arestați. Inițiativa, spunea chiar el, i-ar fi aparținut comunistului Vasile Luca, care ar fi declarat că „Solomon trebuie imobilizat”  din cauza poziției sale intransigente dinaintea alegerilor din 1946.
Soția sa, Erna, moare la 13 decembrie 1948, pe când el se află la închisoare.
Fără a i se emite vreun mandat de arestare până în 1954 și fără a fi judecat, Solomon este deținut între 1947 și 1955 în penitenciarele Jilava, Pitești, Aiud, Ocnele Mari și, în final, la Sighet, unde ajunge cu ambulanța .
Din 5 iulie 1955 i se impune domiciliul obligatoriu în Bărăgan, mai întâi la Măzăreni (1955-1960), apoi la Rubla (1960-1964). În total, Virgil Solomon a suferit 17 ani de detenție și restricții domiciliare, în baza unor simple decizii administrative, fără niciun temei juridic.

## Ultimii ani
În martie 1964 i se ridică restricțiile domiciliare cu permisiunea de a se stabili la București. Mai trăiește opt ani, până în 4 august 1972, petrecând cea mai mare parte a timpului cu redactarea memoriilor începute în 1956, citind sau întâlnindu-se cu foștii prieteni politici, dar evitând să mai discute politică .

## Cărți publicate
Parte din „caietele” de memorii ale doctorului Virgil Solomon au fost publicate în noiembrie 2024 în volumul Trecutul ne-ajunge din urmă. Memoriile unui martor privilegiat al istoriei. 1921–1947, apărut la Editura Humanitas, într-o ediție îngrijită, cu studiu introductiv și note de Claudiu Secașiu și o prefață scrisă de nepotul autorului, Michael Virgil Solomon.